# ميثانية خليوية كونرادية
ميثانية خليوية كونرادية (الاسم العلمي:Methanocella conradii) هي نوع من العتائق تتبع جنس الميثانية الخليوية من فصيلة الميثانات الخليوية     .	